# Aeródromo de Upala
El aeródromo de Upala (IATA: UPL, OACI: MRUP) es un aeródromo público costarricense que sirve a la ciudad de Upala en la provincia de Alajuela. El aeródromo está ubicado a diez kilómetros al sur de la frontera con Nicaragua.

## Instalaciones
La pista de aterrizaje mide 1.000 metros en longitud y está ubicada al sur de la ciudad en la orilla sur del río Zapote. La pista de aterrizaje es de asfalto y tiene 300 metros de pista sin pavimentar en su extremo sur. 
En el 2019 el gobierno de Costa Rica invirtió 1.200 millones de colones para modernizar la pista de aterrizaje ensanchando la pista de 11 a 18 metros de ancho y ampliando la pista de 915 metros a 1.000 metros de longitud. La vicepresidenta Epsy Campbell Barr inauguró la nueva pista de aterrizaje en febrero de 2019.
La baliza no direccional de Los Chiles (Ident: CHI) está localizada a 37 kilómetros al estenordeste del aeródromo. El VOR-DME de Liberia (Ident: LIB) está localizado a 67 kilómetros al oeste-suroeste del aeródromo.